# Mandjelia
Mandjelia es un género de arañas migalomorfas de la familia Barychelidae. Se encuentra en Australia y Nueva Caledonia.

## Lista de especies
Según The World Spider Catalog 11.5:
- Mandjelia anzses Raven & Churchill, 1994
- Mandjelia banksi Raven & Churchill, 1994
- Mandjelia brassi Raven & Churchill, 1994
- Mandjelia colemani Raven & Churchill, 1994
- Mandjelia commoni Raven & Churchill, 1994
- Mandjelia exasperans Raven & Churchill, 1994
- Mandjelia fleckeri Raven & Churchill, 1994
- Mandjelia galmarra Raven & Churchill, 1994
- Mandjelia humphreysi Raven & Churchill, 1994
- Mandjelia iwupataka Raven & Churchill, 1994
- Mandjelia macgregori Raven & Churchill, 1994
- Mandjelia madura Raven & Churchill, 1994
- Mandjelia mccrackeni Raven & Churchill, 1994
- Mandjelia nuganuga Raven & Churchill, 1994
- Mandjelia oenpelli Raven & Churchill, 1994
- Mandjelia paluma Raven & Churchill, 1994
- Mandjelia platnicki Raven, 1994
- Mandjelia qantas Raven & Churchill, 1994
- Mandjelia rejae Raven & Churchill, 1994
- Mandjelia thorelli (Raven, 1990)
- Mandjelia wooroonooran Raven & Churchill, 1994
- Mandjelia wyandotte Raven & Churchill, 1994
- Mandjelia yuccabine Raven & Churchill, 1994